# Massimo Biasion
Massimo Biasion, surnommé aussi Miki Biasion, né le 7 janvier 1958 à Bassano del Grappa (Vénétie- Italie), est un pilote de rallye italien. Il fait ses débuts en rallye en 1979 et participe pour la première fois au niveau mondial en 1980 à San Remo.
Il a été champion d'Italie dans quatre catégories différentes : Groupe 1 en 1979 (Opel Kadett), Groupe 2 en 1980 (Opel Ascona), Groupe 4 en 1982 (Opel Ascona), et le Groupe B (le principal) en 1983 (Lancia Rally 037). Vainqueur de 17 rallyes en mondiaux, il est également double champion du monde (1988 et 1989).

## Biographie
Il débute en championnat d'Italie en 1979 sur une Opel Kadett GT/E. Dès l'année suivante il évolue sur Opel Ascona 400 jusqu'en 1982. Il remporte ainsi sa première victoire au rallye Della Lana (de la laine) avec exceptionnellement Rudy pour copilote, Tiziano Siviero étant son seul autre copilote durant l'ensemble de sa carrière en rallye.
En 1983 débute sa période Lancia. Celle-ci va durer huit ans. Les trois premières années sont effectuées sur Lancia Rally 037 avec le Jolly Club de San Remo, et le succès est immédiat avec un premier titre européen remporté grâce à sept succès obtenus comme suit : Trois en Italie, deux en Espagne, un au Portugal et un autre en Belgique. Miki Biasion remporte ses deux dernières épreuves en Championnat d'Europe aux Rallyes de la Costa Blanca et au Rallye Halkidiki, en Grèce. A côté de son programme européen, le Jolly Club l'engage également sur quelques épreuves mondiales à prédominance asphalte, tels que les Rallyes de Monte-Carlo et du Portugal, ainsi que sur le Tour de Corse et fort logiquement sur "son" Rallye de San Remo. Très régulier, Biasion se révèle alors être le très grand espoir du rallye, que l'Italie attendait depuis Sandro Munari. Et hormis de très rares abandons, il se classe toujours dans le top-10 des épreuves, avec de superbes secondes places lors du Tour de Corse 1984 et du Rallye du Portugal 1985, complétées également par un podium au Rallye de San Remo 1984. C'est donc tout naturellement que le team-manager italien, Cesare Fiorio, lui ouvre grandes les portes de l'équipe officielle Lancia Martini Racing, afin de lui confier le volant de la nouvelle Delta S4 pour la saison 1986, aux côtés des Finlandais Markku Alen et Henri Toivonen.

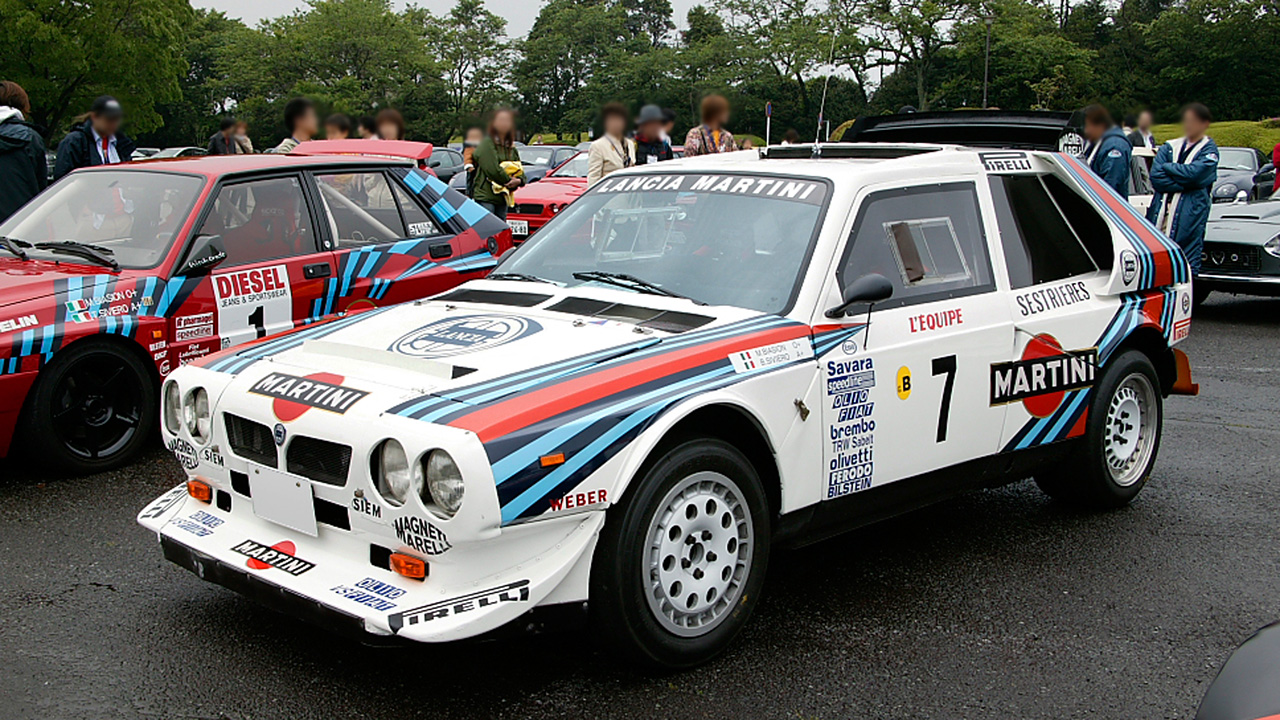
La Lancia Delta Integrale 16v victorieuse du Rallye Sanremo 1989, cachée derrière une Delta S4 du Monte-Carlo 1986, au nom de Biasion mais avec le numéro de Toivonen.

Disposant de l'une des meilleures voitures du plateau, le jeune Italien ne pourra malheureusement pas exprimer pleinement son talent avant la mi-saison. Tout d'abord victime d'un abandon mécanique lors du Rallye de Monte-Carlo, il se retrouve enfin en tête du Rallye du Portugal après les trois premières spéciales, lorsque la Ford RS 200 du pilote local, Joachim Santos sort de route, percutant la foule et tuant trois spectateurs ce qui précipite le retrait immédiat de toutes les voitures des écuries officielles. Lors du Tour de Corse suivant, il évolue en troisième position, à l'affut de Bruno Saby, lorsque son équipier, et leader de l'épreuve, Henri Toivonen et son copilote Sergio Cresto sortent de route et se tuent, du côté de Corte, entraînant aussitôt le retrait précipité du reste de l'équipe Lancia, et le bannissement par le président de la FIA, Jean-Marie Balestre, des véhicules du Groupe B pour la saison suivante. Ainsi, après un tiers de la saison, Massimo Biasion n'a toujours pas marqué un seul point lors de cette funeste année 1986. Ce n'est que lors du Rallye d'Acropole qu'il débloque enfin son compteur de points, avec une belle seconde place, suivie d'une honorable troisième place en Nouvelle-Zélande, un rallye ultra-rapide et spécifique qu'il découvrait. Enfin, en  Argentine, au début du mois d'août, il remporte son premier rallye de Championnat du monde, se retrouvant dès lors propulsé à la troisième place du classement provisoire du championnat en attendant sa prochaine sortie, lors du Rallye de San Remo dont il est le principal favori. Las ! Pourri, comme une bonne partie de la saison, le déroulement du rallye italien sera tronqué par les dirigeants Lancia, qui après avoir fait exclure les Peugeot 205 Turbo 16 de Kankkunen, Zanussi et Saby, pour non-conformité des bas de caisse, figeront le classement entre les trois Lancia Delta S4, dès lors en tête du rallye. La victoire est logiquement offerte à Markku Alen, qui doit défendre ses chances au Championnat du monde face Juha Kankkunen, alors que la seconde place est dévolue à Dario Cerrato, qui lutte contre une autre Peugeot, celle de Andrea Zanussi, en Championnat italien. C'est donc seulement sur la troisième marche du podium que Miki Biasion, lequel n'avait rien à défendre, termine "son" rallye, la mort dans l'âme. Surtout que, peine perdue pour l'équipe Lancia, le classement de l'épreuve sera annulé en fin d'année, sur la demande faite en appel par l'équipe Peugeot Talbot Sport. Resté fidèle à la marque de Turin, Massimo dispose en 1987 de la nouvelle - et grande favorite des voitures du Groupe A - Lancia Delta HF 4WD, avec laquelle il commence par s'imposer dans la polémique lors du Rallye de Monte-Carlo. Le team-manager Cesare Fiorio imposant à son nouvel équipier, le champion du monde en titre, Juha Kankkunen, de laisser gagner le pilote italien, le Finlandais ne manquera pas d'obéir et de laisser passer volontairement Biasion aux vues de toutes les télévisions, scellant ainsi le duel que se livreront ces deux favoris, tout au long de l'année. Victorieux de trois épreuves, contre deux à son rival, Biasion n'obtiendra pourtant que le titre honorifique de vice-champion derrière Juha Kankkunen, ce dernier devenant le premier pilote à devenir lauréat du titre pour la seconde fois consécutive. Il faudra donc attendre les années 1988 et 1989 pour que Massimo remporte enfin un franc succès en rallye, soldé par deux titres mondiaux consécutifs, avec un total de dix victoires obtenues en treize courses disputées.

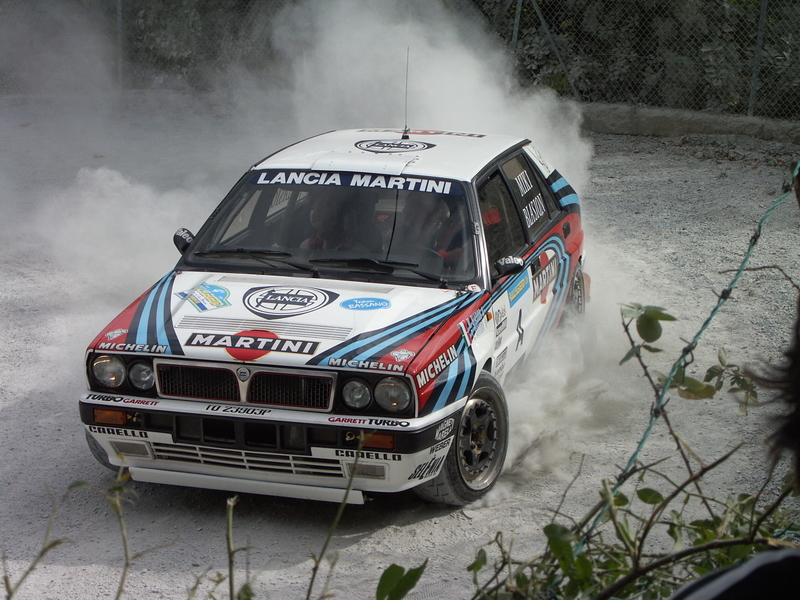
Biasion en 2006 au volant d'une Lancia Delta Integrale 16v de 1990

Les années 1990 à 1993 se soldent par quatre quatrièmes places consécutives au championnat, alors qu'il devient pilote officiel Ford en 1992, d'abord au volant d'une Sierra RS Cosworth 4X4 puis d'une Escort RS Cosworth. Mais le succès n'est plus au rendez-vous depuis sa dernière saison chez Martini Lancia, malgré de nombreux podiums et une unique victoire à l'Acropole en 1993. Il dispute sa dernière saison avec le constructeur en 1994, n'obtenant que deux troisièmes marches de podiums.
Il obtient en 1995 une toute dernière quatrième place au rallye San-Remo alors en Championnat mondial 2 Litres, sur Subaru Impreza 555, puis il se tourne ensuite vers le rallye-raid, d'abord dans la catégorie camions, sur Iveco de 1997 à 1999, puis comme pilote officiel Mitsubishi de 2002 à 2004. En 1998 et 1999, il conquiert deux nouveaux titres mondiaux en Coupe du Monde des Rallyes Tout-Terrain, en Catégorie GTC Truck, exactement dix ans après ses couronnes en rallye traditionnel, au volant de son Iveco Eurocargo, comptabilisant sept succès en deux années à peine.
Plus de dix ans plus tard, en 2011, il remporte dans le même type de compétition, et pour la seconde fois, le rallye du Maroc. Puis en 2012, à 54 ans, terminant sixième au classement final, il gagne trois étapes sur le Rallye Dakar, dans l’équipe de Jan de Rooy toujours sur Iveco.
En 2013 il participe aussi au rallye d'Otago (Nouvelle-Zélande), au volant d'une Porsche 911 RS (19es), avec sa compatriote Fabrizia Pons comme copilote.

## Palmarès

### Titres
| Saison | Titre                                                    | Voiture                                                |
| ------ | -------------------------------------------------------- | ------------------------------------------------------ |
| 1983   | Champion d’Italie des rallyes                            | Lancia Rally 037                                       |
| 1983   | Champion d'Europe des rallyes                            | Lancia Rally 037                                       |
| 1988   | Champion du monde des rallyes                            | Lancia Delta HF 4WD / Lancia Delta Integrale           |
| 1989   | Champion du monde des rallyes                            | Lancia Delta Integrale / Lancia Delta HF Integrale 16v |
| 1998   | Coupe du monde des rallyes tout-terrain - classe camions | Iveco Eurocargo                                        |
| 1999   | Coupe du monde des rallyes tout-terrain - classe camions | Iveco Eurocargo                                        |

### Victoires en rallyes

#### Victoires en championnat d'Europe des rallyes
| #  | Saison | Rallye                             | Pays     | Copilote        | Voiture          |
| -- | ------ | ---------------------------------- | -------- | --------------- | ---------------- |
| 1  | 1982   | 5e Rally Internazionale della Lana | Italie   | Rudy            | Opel Ascona      |
| 2  | 1983   | 31e Rally Costa Brava              | Espagne  | Tiziano Siviero | -                |
| 3  | 1983   | 31e Rally Sol - RACE               | Espagne  | Tiziano Siviero | -                |
| 4  | 1983   | 6e Rally Costa Smeralda            | Espagne  | Tiziano Siviero | -                |
| 5  | 1983   | 13e Rally 4 Regioni                | Italie   | Tiziano Siviero | -                |
| 6  | 1983   | 19e 24 Heures d'Ypres              | Belgique | Tiziano Siviero | -                |
| 7  | 1983   | 24e Rali Vinho da Madeira          | Portugal | Tiziano Siviero | -                |
| 8  | 1983   | 11e Rally di San Marino            | Italie   | Tiziano Siviero | -                |
| 9  | 1985   | 33e Rally Costa Brava              | Espagne  | Tiziano Siviero | Lancia Rally 037 |
| 10 | 1985   | 33e Rally RACE - Costa Blanca      | Espagne  | Tiziano Siviero | Lancia Rally 037 |
| 11 | 1985   | 33e Rally Elpa Halkidikis          | Grèce    | Tiziano Siviero | Lancia Rally 037 |

#### Victoires en championnat du monde des rallyes (WRC)
| #  | Saison | Rallye                   | Pays       | Copilote        | Voiture                       |
| -- | ------ | ------------------------ | ---------- | --------------- | ----------------------------- |
| 1  | 1986   | 6e Rallye d'Argentine    | Argentine  | Tiziano Siviero | Lancia Delta S4               |
| 2  | 1987   | 55e Rallye Monte-Carlo   | Monaco     | Tiziano Siviero | Lancia Delta HF 4WD           |
| 3  | 1987   | 7e Rallye d'Argentine    | Argentine  | Tiziano Siviero | Lancia Delta HF 4WD           |
| 4  | 1987   | 29e Rallye San Remo      | Italie     | Tiziano Siviero | Lancia Delta HF 4WD           |
| 5  | 1988   | 22e Rallye du Portugal   | Portugal   | Carlo Cassina   | Lancia Delta Integrale        |
| 6  | 1988   | 36e Safari Rally         | Kenya      | Tiziano Siviero | Lancia Delta Integrale        |
| 7  | 1988   | 35e Rallye de l'Acropole | Grèce      | Tiziano Siviero | Lancia Delta Integrale        |
| 8  | 1988   | 23e Olympus Rally        | États-Unis | Tiziano Siviero | Lancia Delta Integrale        |
| 9  | 1988   | 30e Rallye San Remo      | Italie     | Tiziano Siviero | Lancia Delta Integrale        |
| 10 | 1989   | 57e Rallye Monte-Carlo   | Monaco     | Tiziano Siviero | Lancia Delta Integrale        |
| 11 | 1989   | 23e Rallye du Portugal   | Portugal   | Tiziano Siviero | Lancia Delta Integrale        |
| 12 | 1989   | 37e Safari Rally         | Kenya      | Tiziano Siviero | Lancia Delta Integrale        |
| 13 | 1989   | 36e Rallye de l'Acropole | Grèce      | Tiziano Siviero | Lancia Delta Integrale        |
| 14 | 1989   | 31e Rallye San Remo      | Italie     | Tiziano Siviero | Lancia Delta HF Integrale 16v |
| 15 | 1990   | 24e Rallye du Portugal   | Portugal   | Tiziano Siviero | Lancia Delta HF Integrale 16v |
| 16 | 1990   | 10e Rallye d'Argentine   | Argentine  | Tiziano Siviero | Lancia Delta HF Integrale 16v |
| 17 | 1993   | 40e Rallye de l'Acropole | Grèce      | Tiziano Siviero | Ford Escort RS Cosworth       |

#### Autres podiums en championnat du monde des rallyes (23)
- 2e du Tour de Corse, en 1984 - Lancia Rally 037 Jolly Club (Groupe B)
- 2e du Rallye du Portugal, en 1985 - Lancia Rally 037 Jolly Club (Groupe B), 1992 et 1993 - Ford Sierra RS Cosworth 4X4 et Escort RS Cosworth (Groupe A)
- 2e du Rallye de l'Acropole, en 1986 - Lancia Delta S4 Martini Racing (Groupe B)
- 2e d l'Olympus Rally, en 1987 - Lancia Delta HF 4WD Martini Racing (Groupe A)
- 2e du Rallye d'Argentine, en 1988 et 1991 - Lancia Delta Integrale et Integrale 16S Martini Racing (Groupe A) et 1993 - Ford Escort RS Cosworth (Groupe A)
- 2e du Rallye Monte-Carlo, en 1991 - Lancia Delta Integrale 16S Martini Racing (Groupe A)
- 2e du Rallye de San Remo, en 1991 - Lancia Delta Integrale 16S Martini Racing (Groupe A)
- 3e du Rallye San Remo, en 1984 - Lancia Rally 037 Jolly Club (Groupe B)
- 3e du Rallye de Nouvelle-Zélande, en 1986 - Lancia Delta S4 Martini Racing (Groupe B)
- 3e du Rallye de San Remo, en 1986* - Lancia Delta S4 Martini Racing (Groupe B) et en 1994 - Ford Escort RS Cosworth (Groupe A)
- 3e du Tour de Corse, en 1987 - Lancia Delta HF 4WD Martini Racing (Groupe A)
- 3e du Rallye Monte-Carlo, en 1990 - Lancia Delta Integrale 16S Martini Racing (Groupe A) et 1993 - Ford Escort RS Cosworth (Groupe A)
- 3e du Rallye de l'Acropole, en 1990 et 1991 - Lancia Delta Integrale 16S Martini Racing (Groupe A) et 1992 - Ford Sierra RS Cosworth 4X4 (Groupe A)
- 3e du RAC Rallye de Grande-Bretagne, en 1990 - Lancia Delta Integrale 16S Martini Racing (Groupe A)
- 3e du Rallye du Portugal, en 1991 - Lancia Delta Integrale 16S Martini Racing (Groupe A) et 1994 - Ford Escort RS Cosworth (Groupe A)

*course invalidée en décembre par la FIA

#### Résultats en championnat du monde des rallyes
| Saison | Équipe | Départs | Victoires | Podiums | Abandons | Points | Classement final |
| ------ | ------ | ------- | --------- | ------- | -------- | ------ | ---------------- |
| 1980   | Privé  | 1       | 0         | 0       | 1        | 0      | -                |
| 1981   | Privé  | 1       | 0         | 0       | 0        | 6      | 37e              |
| 1982   | Privé  | 1       | 0         | 0       | 0        | 3      | 58e              |
| 1983   | Privé  | 1       | 0         | 0       | 0        | 8      | 24e              |
| 1984   | Privé  | 5       | 0         | 2       | 1        | 43     | 6e               |
| 1985   | Privé  | 4       | 0         | 1       | 1        | 23     | 12e              |
| 1986   | Lancia | 7       | 1         | 3       | 3        | 47     | 5e               |
| 1987   | Lancia | 7       | 3         | 5       | 0        | 94     | 2e               |
| 1988   | Lancia | 7       | 5         | 6       | 1        | 115    | Champion         |
| 1989   | Lancia | 6       | 5         | 5       | 0        | 103    | Champion         |
| 1990   | Lancia | 7       | 2         | 5       | 2        | 76     | 4e               |
| 1991   | Lancia | 7       | 0         | 5       | 2        | 69     | 4e               |
| 1992   | Ford   | 7       | 0         | 2       | 0        | 60     | 4e               |
| 1993   | Ford   | 9       | 1         | 4       | 3        | 76     | 4e               |
| 1994   | Ford   | 8       | 0         | 2       | 4        | 42     | 6e               |
| Total  |        | 78      | 17        | 40      | 18       | 768    | 2 titres         |

#### Victoires en championnat d'Italie des rallyes
- 1982 : 100.000 Trabucchi
- 1982 : Rally della Lana
- 1983 : Rally Costa Smeralda
- 1983 : Rally des 4 Regioni
- 1983 : Rallye de San Marino

(NB : il remporte également l'avant-dernier Tour d'Italie automobile en 1988, avec Riccardo Patrese comme second pilote et Tiziano Siviero en copilote, sur Alfa Romeo 75 Turbo IMSA. Lors de la dernière édition il termine second, avec Nicola Larini comme second pilote et toujours Tiziano Siviero en copilote, toujours sur l'Alfa Romeo 75 Turbo IMSA)

#### Victoires camions en rallye-raids (9)
- 1998 et 1999 : Rallye de Tunisie
- 1998 et 1999 : Rallye Egitto
- 1998 et 1999 : Rallye de Dubaï
- 1999 et 2011 : Rallye du Maroc
- 2012 : 3 victoires d'étape sur le Dakar

#### Race of Champions
- Champion Piste, dans la Race of Champions édition 1998.

## Distinctions
- Autosport's International Rally Driver Annual Award 1989